# 塔特納爾縣 (喬治亞州)
塔特納爾縣（英語：Tattnall County）是美國喬治亞州東部的一個縣。面積1,264平方公里。根據美國2000年人口普查，共有人口22,305人。縣治里茲維爾（Reidsville）。
成立於1801年12月5日。縣名紀念州長、聯邦參議員約西亞·塔特納爾（Josiah Tattnall）。